# 総指伸筋
総指伸筋（そうししんきん、英語: extensor digitorum muscle）は人間の上肢の筋肉で第2〜5指のDIP関節、PIP関節、MP関節の伸展、手関節の背屈を行う。
短橈側手根伸筋とともに上腕骨外側上顆および前腕筋膜から起こる。前腕の筋面下部では筋腹が4本の腱に分かれ伸筋支帯の下の第4管を通って手背に出る。
第2〜第5指の背側で指背腱膜に移り、腱の末端は基節骨の底で3つに分かれ、中央のものは第2〜5指中節骨底、両側のものは末節骨の底につく。
血管支配は、後骨間膜動脈が支配する。